# Numidotheriidae
De Numidotheriidae zijn een familie van uitgestorven slurfdieren die leefden van het Laat-Paleoceen tot het Vroeg-Oligoceen in Noord-Afrika. De familie omvat drie geslachten die in het Eoceen in het noordwesten van Afrika leefden. Vermoedelijk hadden ze een min of meer amfibische leefwijze en voedden ze zich met zachte waterplanten.
Fragmentaire fossielen (voornamelijk tanden) van de geslachten Daouitherium en Phosphatherium uit het Vroeg-Eoceen zijn gevonden in het Ouled Abdun-bekken in Marokko. Numidotherium is bekend van een bijna compleet skelet uit afzettingen uit het late Vroeg-Eoceen in Zuid-Algerije en Libië. Vergeleken met de huidige olifanten waren de Numidotheriidae vrij klein. Phosphatherium was bijvoorbeeld slechts 60 centimeter lang en woog ongeveer 15 kilogram. Numidotherium was ongeveer 1 meter lang. Ze bezetten een vergelijkbare ecologische niche als het huidige nijlpaard en het verwante vroege slurfdier Moeritherium, en voedden zich met zachte waterplanten in moerassige omgevingen. Aangenomen wordt dat de Numidotheriidae geen directe voorouders zijn van de huidige olifanten, maar een zijtak.

## Geslachten
- †Daouitherium
- †Numidotherium
- †Phosphatherium